# Triticella periphanta
Triticella periphanta är en mossdjursart som beskrevs av Ernst Marcus 1922. Triticella periphanta ingår i släktet Triticella och familjen Triticellidae. Inga underarter finns listade i Catalogue of Life.